# Neoplasia mucinosa
Una neoplasia mucinosa (también llamada neoplasma coloide) es un crecimiento anormal y excesivo de tejido (neoplasia) con mucina asociada (un líquido que a veces se asemeja al producida por la glándula tiroides). Surge del epitelio que recubren ciertos órganos internos y la piel, y producen mucina (el componente principal del moco). Un neoplasma mucinoso maligno se denomina carcinoma mucinoso. Por ejemplo, en el caso de los tumores mucinosos de ovario, aproximadamente el 75 % son benignos, el 10 % son de tipo limítrofe y el 15 % son malignos.

## Carcinoma mucinoso
Más del 40 % de todos los carcinomas mucinosos son colorrectales.
Cuando se encuentra en la piel, el carcinoma mucinoso suele ser una masa redonda, elevada, rojiza y a veces ulcerada, generalmente ubicada en la cabeza y el cuello.

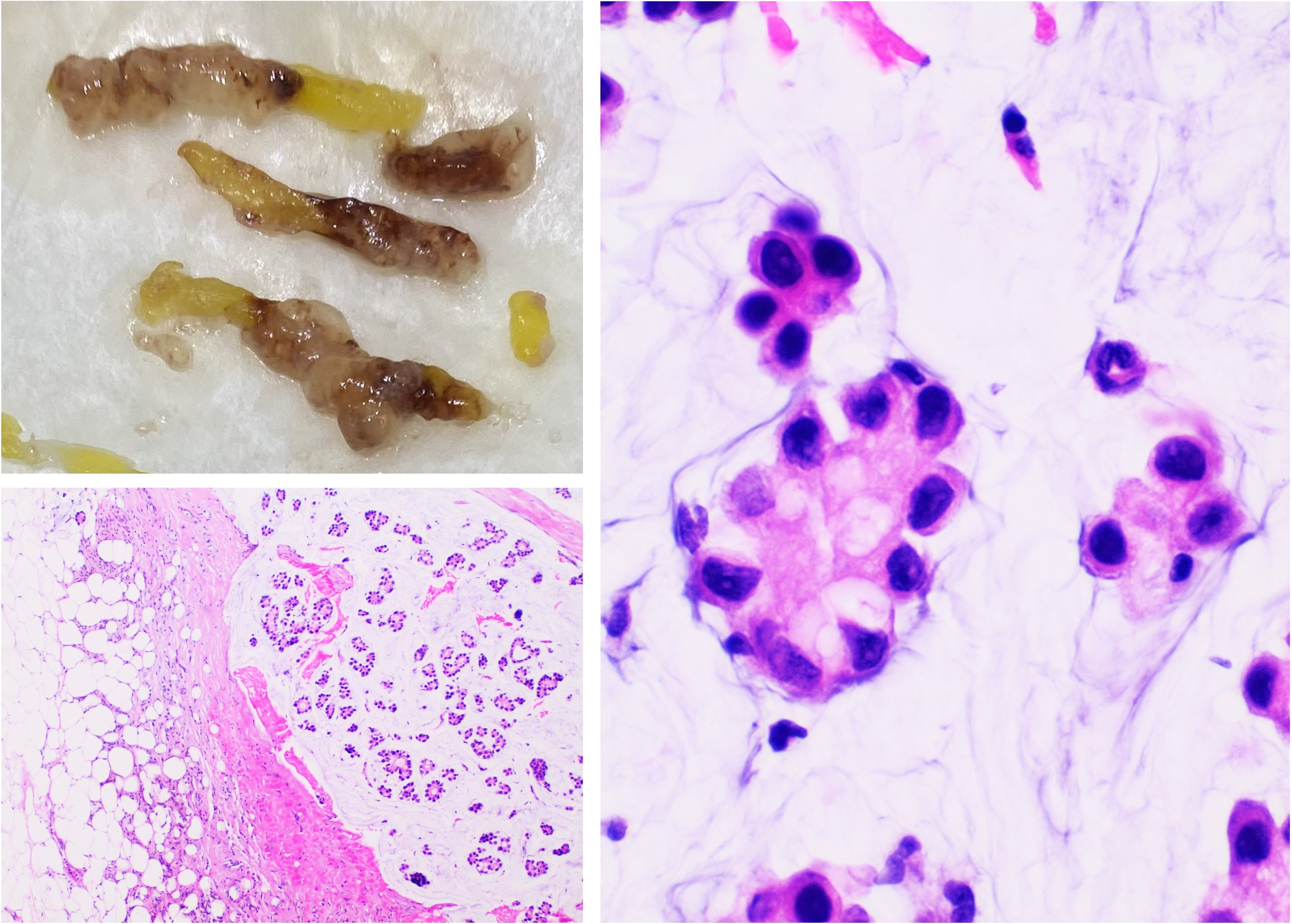
Carcinoma mucinoso de mama: La patología macroscópica (arriba a la izquierda) del carcinoma mucinoso muestra áreas gelatinosas. La histopatología muestra grupos o nidos de células tumorales flotando en depósitos de mucina extracelular.